# دختر چاق
دختر چاق (انگلیسی: Fat Girl) فیلمی در ژانر هنری و درام به کارگردانی کاترین بریا است که در سال ۲۰۰۱ منتشر شد. از بازیگران آن می‌توان به روکسان مسکیدا، آرسینه خانجیان و لائورا بتی اشاره کرد.